# Barbara Holzer (Drama)
Barbara Holzer ist ein Schauspiel in drei Akten aus dem Frühwerk der deutschen Schriftstellerin und Dramaturgin Clara Viebig aus dem Jahr 1897.
Die Geschichte, die sich um 1900 in der Gegend des Dorfes Ehrang bei Trier zuträgt, handelt von dem Schicksal der Magd Barbara Holzer, die den Vater ihres Kindes ersticht, als er sie dazu veranlassen will, das gemeinsame Kind wegzugeben. Die Figurensprache ist im moselfränkischen Dialekt der Region wiedergegeben.

## Handlung

### Erster Akt
In der Darstellung der Zustände auf dem Pfalzelhof in Ehrang kommen zunächst die Grundlagen für die späteren Konflikte zur Darstellung: Die alleinstehende Barbara Holzer, die auf dem Hof des verarmten Pfalzelbauern in Ehrang als Magd arbeitet, hat sich mit Lorenz, dem Sohn des Bauern, eingelassen und ist schwanger.
Die Altbauern ahnen zwar die Zusammenhänge, aber um dem verschuldeten Hof aus finanziellen Schwierigkeiten zu befreien, beabsichtigt der Vater, Lorenz mit der wohlhabenden Gastwirtstochter Anna Clässen zu verheiraten. Um die beabsichtigte Geldheirat nicht zu gefährden, jagt der Pfalzelbauer die Magd vom Hof, als sie ihren Zustand nicht mehr verbergen kann.
Bevor Barbara den Hof verlässt, veranlasst sie Lorenz zu dem Schwur: „Ech heiroaden kan annere“ („Ich heirate keine andere.“) Im Gegenzug veranlasst Lorenz die Magd, Stillschweigen über seine Vaterschaft zu bewahren.
Barbara findet zunächst Unterschlupf und Hilfe bei der Geburt bei ihrer kratzbürstigen Tante Katrein, die im Armenhaus lebt.

### Zweiter Akt
Die Szene wechselt zum Wirtshaus an der Burg Ramstein, die im Wald der Nachbargemeinde von Ehrang gelegen ist. Die wohlhabende Gastwirtstochter Anna ist Lorenz in wahrer Liebe zugetan. Ihr Vater, der von den Gerüchten um die Pfalzelhofmagd gehört hat, möchte indes seine Tochter diesem zweifelhaften Heiratskandidaten nicht mehr zur Frau geben.
Zudem verunsichern weitere Gerüchte die Bevölkerung der umliegenden Dörfer. Nicht zuletzt durch Katrein Holzer, Barbaras Tante, hat sich das Gerücht verbreitet, dass es in der Genovevahöhle oberhalb der Burgruine Ramstein seit einiger Zeit spuke. Tatsächlich ist diese Höhle seit einiger Zeit bewohnt, denn Barbara hat sich, wie mit Lorenz vereinbart, mit ihrem Neugeborenen dorthin zurückgezogen, wo sie von ihm versorgt wird.
Das Wirtshaustreiben im elterlichen Betrieb beginnt, und Anna hat die Aufgabe, die Gäste zu bedienen. Dabei kommt sie mit dem Landgerichtsrat Mathieu ins Gespräch, dem sie auch von dem angeblichen Spuk in der Höhle berichtet. Mathieu beginnt bald, die Zusammenhänge zwischen dem Spuk und der verschwundenen Magd zu ahnen.
Auch die beiden Brautväter haben sich zum Gespräch zusammengesetzt. Dem Pfalzelbauer gelingt es, alle Bedenken auszuräumen und Vater Clässen zu versichern, sein Lorenz habe mit Barbara nichts zu tun:
„Dat Framensch, dat Saumensch, de lidderliche Vettel! […] Ech saon eich, […] dän Lorenz es su en braven Jong, on hän es eierm Anna e su gud.“ („Das Weibsbild, das Saumensch, die liederliche Vettel! Ich sage Ihnen, der Lorenz ist so ein braver Junge, und er ist Eurer Anna ja so gut!“).
Just als die beiden Väter sich einig sind, wird die Szene gestört durch den Ruf, man habe Lorenz tot im Wald aufgefunden.

### Dritter Akt
Die entsetzten Menschen haben sich in der Stube des Ortsvorstehers Kohlhaas zusammengefunden. Schließlich treten die gebrochene Anna und ihr Vater ein. Mathieu, der die Vernehmung führt, bittet Barbara zu holen. Beim Gang durch die erboste Menge muss sie von der Polizei geleitet und geschützt werden.
Die geistesabwesende Barbara äußert immer wieder das Verlangen, ihr Kind zu sehen, das man ihr fortgenommen hat. Sie klagt den Pfalzelbauer als den Schuldigen an dieser Angelegenheit an, da er wegen des Geldes seinen Lorenz zur Verbindung mit Anna gedrängt habe. Eine eigene Schuld bekennt sie erst dann, als sie erfährt, ihr Kind sei in der Nacht verstorben.
Nun klärt sie die Anwesenden über die vorangegangenen Geschehnisse auf. Lorenz habe sie aufgesucht und von ihr gefordert, den Ort zu verlassen. Da sie das Kind aber bei den Trierer Nonnen lassen sollte, hätte sie sich geweigert. Als er mit dem Kind habe flüchten wollen, sei es zu einem Handgemenge gekommen; dabei hätte sie letztlich zugestochen.
Nach diesem Geständnis kann der verständnisvolle Mathieu nicht mehr helfen. Kohlhas und der Gendarm Lippi führen die Magd ab, die mit den Worten „Mein Könd, mein Könd!“ ihrer innigsten Sehnsucht Ausdruck verleiht.

## Stoff- und Entstehungsgeschichte
Der Stoff zum Schauspiel ist typisch für die Geschichten, die Clara Viebig nebenbei erfuhr, als sie mit ihrem geschätzten „Onkel Mathieu“, dem Trierer Landgerichtsrat, zu dessen kriminalistischen Untersuchungen über die Eifeldörfer reiste. Dementsprechend schildert sie:
„Die große Einsamkeit des Eifelplateaus in seiner eigenartig schwermüthigen Schönheit läßt sich schwer beschreiben. Weite Heiden, über die der Wind hinseufzt – kahle Kratergipfel, um ausgebrannten Schlund ein unergründlich geheimnisvolles Maar – malerische Burgruinen in versteckten Thälern – forellenreiche Bäche und menschenleere Hochwälder – das ist Poesie! Das ist der Boden, dem meine „Barbara Holzer“ entwachsen ist. Ihre Geschichte wurde mir in der Kindheit von meinem Onkel Mathieu erzählt; ich habe sie nie vergessen.“
Dieser Stoff wurde von Clara Viebig gleich zweimal verarbeitet: zunächst in der Novelle Die Schuldige, dann in dem Schauspiel Barbara Holzer. Das Handlungsgerüst der Bühnenfassung ist gegenüber dem epischen Text leicht vereinfacht.
Die Novelle nimmt in der literarischen Entwicklung von Clara Viebig zur naturalistisch orientierten Schriftstellerin eine Schlüsselposition ein. Kurz nach ihrer inspirierenden Lektüre von Émile Zolas Germinal macht sie sich begeistert an die Niederschrift des Stückes, das sie erstmals in naturalistischer Art behandelt:
„Ich war wie im Taumel; ich setzte mich hin und schrieb in zwei Tagen eine größere Erzählung: Die Schuldige. Es war ein Stoff, den ich schon lange in mir herumgetragen hatte – ungeahnt nun tauchte er plötzlich wieder auf.“
Entscheidend zu ihrer literarischen Einordnung als naturalistische Schriftstellerin trägt die Verwendung des – etwas konstruierten – moselfränkischen Dialektes bei, die Clara Viebig für die „milieuspezifische, sozial differenzierte Figurencharakterisierung“ nutzt.
Dieser Einordnung steht nicht entgegen, dass Clara Viebig Sagenstoffe in ihre Texte integriert. Im vorliegenden Fall handelt es sich um Teile der Genovevasage. Als die Menschen aus dem einfachen Volk Barbara und ihr Kind vor der Genovevahöhle erblicken, werden sie an diese Sage oder auch an religiöse Szenen der Marienverehrung erinnert und geraten in Angst. Insofern nutzt Clara Viebig den Mythos ebenfalls zur Charakterisierung der psychischen Verfasstheit ihrer Figuren, die noch in den abergläubischen Vorstellungen ihrer Zeit befangen sind.

## Zur Figur des Onkel Mathieu
In der Figur des Onkel Mathieu, der in der Novelle bezeichnenderweise den Namen „Milde“ trägt, hat Clara Viebig ihrem Onkel und dessen offensichtlich sehr verständnisvollen Ermittlungsmethoden ein ehrendes Denkmal gesetzt.
Mit psychologischer Einfühlsamkeit betreibt Milde bzw. Mathieu nicht nur die Aufklärung des Mordes, sondern er geht der Frage nach, aus welchen Gründen es zu einem Mord kommen konnte. Dabei bringt er Verständnis auf für die verzweifelte Lage einer Mutter, die um das Zusammenleben mit ihrem Kind gekämpft hat. Letzten Endes kann er Barbara aber nicht vor einer Verurteilung für ihre Tat bewahren.
Dem gegenwärtigen Stand der Nachforschungen zufolge handelt es sich bei Onkel Mathieu um den Trierer Ersten Staatsanwalt Carl Mallmann (1840–1904), der seinen Wohnsitz in der Trierer Nordallee, nicht weit von der Wohnung der Viebigs, gehabt habe.

## Veröffentlichungs- und Aufführungsgeschichte
Mit der Novelle Die Schuldige, die Clara Viebig kurz nach ihrem „Zola-Erlebnis“ niedergeschrieben hatte, hatte sie zunächst keinen Erfolg. Die Schriftstellerin berichtete ernüchtert: „Keine Redaktion nahm Die Schuldige an.“
Als nach ihrer Eheschließung mit Fritz Cohn, dem Inhaber des Berliner Verlags Fontane & Co., alle Möglichkeiten der Publikation offenstanden, veröffentlichte dieser 1897 sowohl die Novelle in der Erstausgabe der Kinder der Eifel als auch das Bühnenstück. Barbara Holzer wurde 1903 im Verlag Egon Fleischel & Co., Berlin, erneut aufgelegt.
Die Uraufführung von Barbara Holzer erfolgte im Dezember 1896 bei der Freien Volksbühne Berlin, es folgte 1897 eine Aufführung im Deutschen Schauspielhaus München. 1976 inszenierten Studenten das Stück erneut auf der Studiobühne der Uni Köln im LVR-Freilichtmuseum Kommern.

## Rezeption und Deutungsansätze
Das Schauspiel Barbara Holzer fand zur Zeit seiner Aufführung Lob als kraftvoller Ausdruck einer Nachwuchsschriftstellerin. Häufig stand die bereits erwähnte unbedingte Mutterliebe der Barbara im Mittelpunkt der Betrachtung: „Eine Tragödie der Mutterliebe, knapp und scharf im Ausdrucke, sicher und fest in der Charakteristik der meisten Figuren und angefüllt mit tiefem, echt aus der Seele heraus geborenem Mitleid.“
Der Blick galt auch den hierarchischen Unterschieden, die selbst im einfachen Volk zwischen den Bauern und dem Gesinde eine unüberbrückbare Schranke bilden: Die arme Magd kann den anscheinend wohlhabenden Erbbauerssohn Lorenz nicht heiraten. Die Katastrophe tritt aber erst dann ein, als er der Mutter das Kind wegnehmen will.
Auch wurden Vergleiche zwischen Clara Viebig und Ludwig Anzengruber gezogen: „Mich haben die kernigen Figuren und der durchaus notwendige Fortgang der Handlung wiederholt an Anzengruber erinnert. So vom Innern der Volksseele heraus wie Anzengruber sieht Clara Viebig zwar nicht, aber was sie sieht, stellt sie fest auf die Beine.“